# Baszta Biała

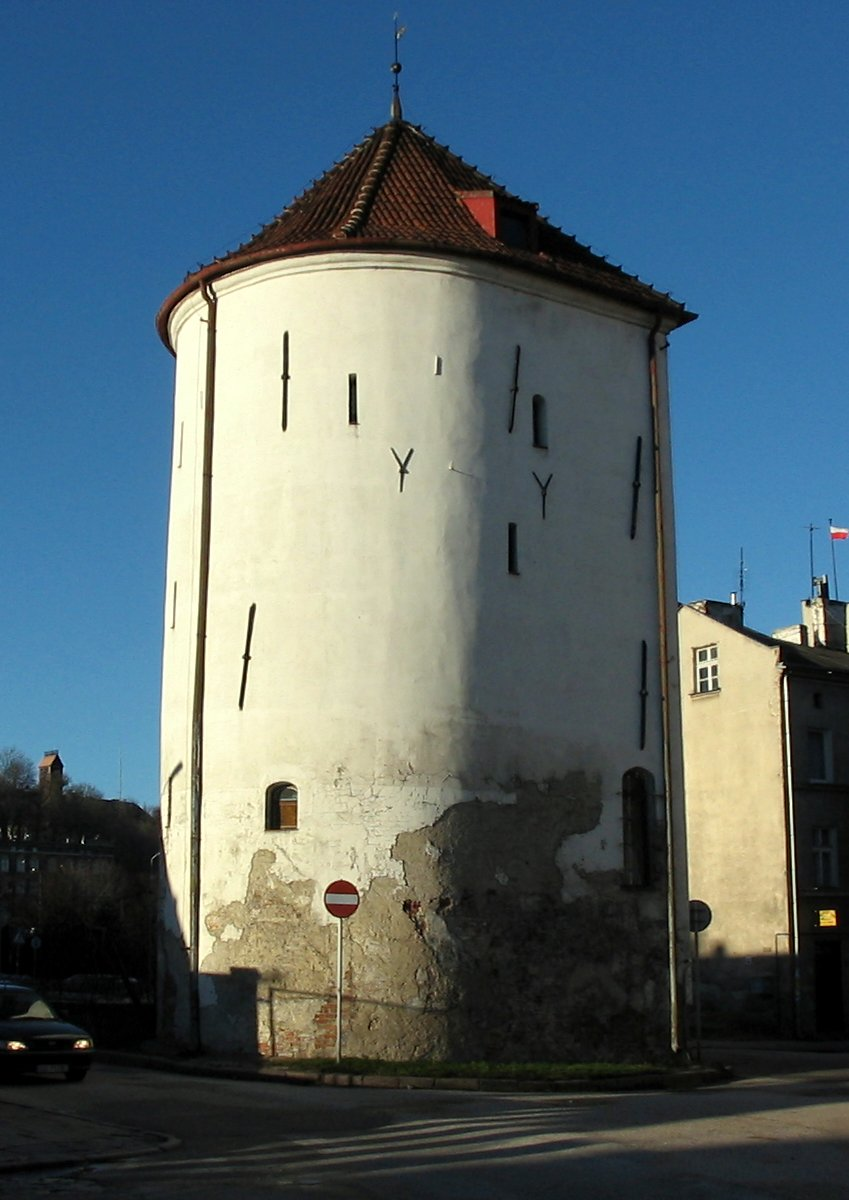
Ansicht der Baszta Biała (Weißer Turm) (2005)

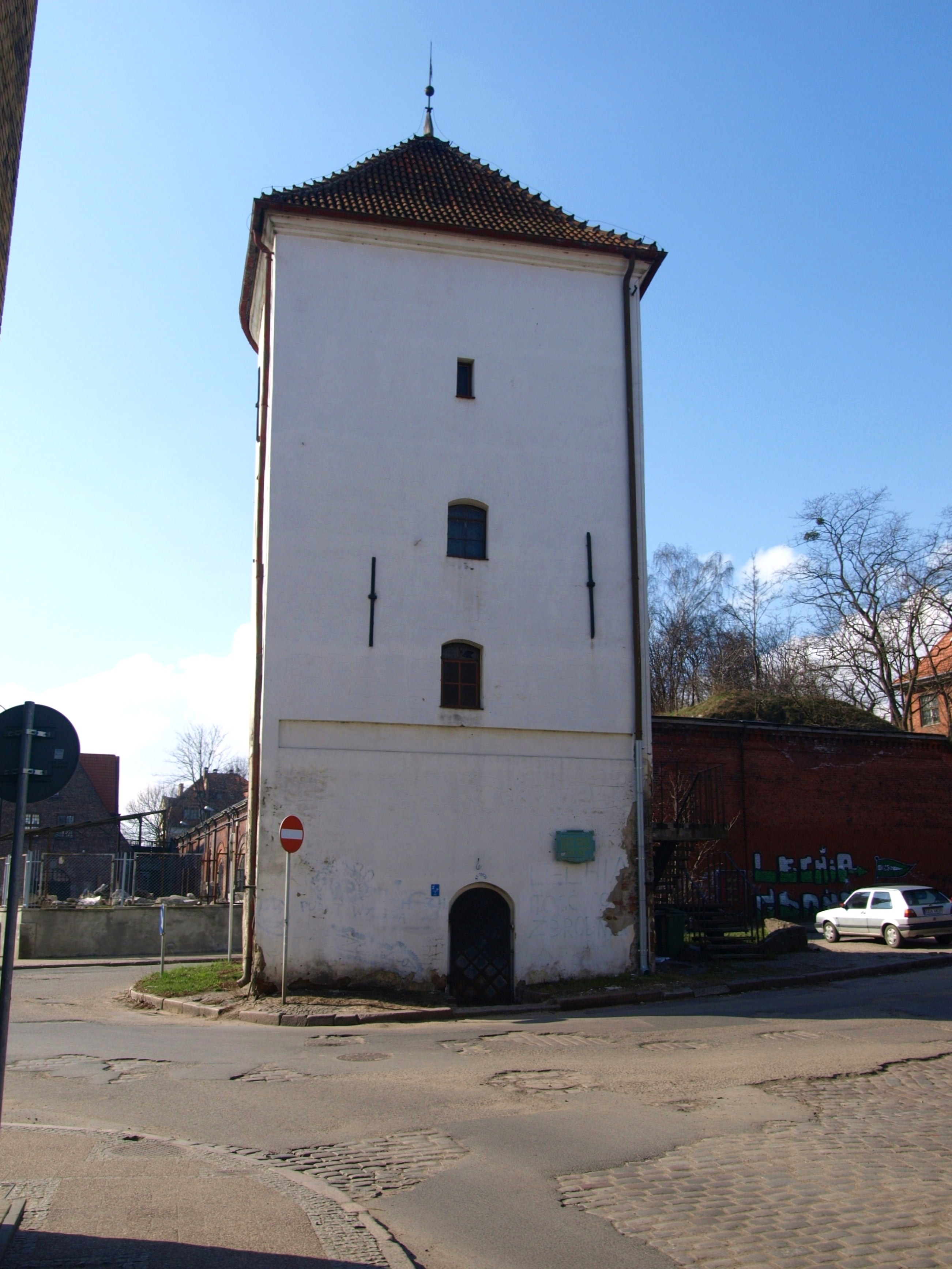
Ansicht der Nordseite

Die Baszta Biała (deutsch Weißer Turm) ist ein von 1460 bis 1461 errichteter Wehrturm (polnisch baszta) in Danzig in Polen. Als Teil der Stadtbefestigung diente er dem Schutz des Neuen Tores der Vorstadt (Stare Przedmieście). Nach dem Bau der Festung Danzig blieb das Bauwerk erhalten und diente als Pulverturm.

## Geschichte
Das Neue Tor war der südliche Zugang zur Vorstadt, die eine eigene Stadtmauer erhielt. Bei der Einnahme der Stadt Danzig durch die Rote Armee wurden im März 1945 das Dach und ein Teil der Mauern zerstört, der Innenraum brannte aus. Der Turm wurde 1948 wieder hergestellt. Die Stadt Danzig erwarb das Gebäude 1981 als Sitz für den Bergsteigerverein „Trójmiasto“. Der Verein übernahm die Kosten der Renovierung.
Unter der Nummer 418 wurde der Weiße Turm am 30. Oktober 1971 in die Nationale Denkmalliste der Woiwodschaft Danzig (heute Woiwodschaft Pommern) eingetragen.

## Beschreibung
Der Turm hat vier Geschosse und ist 13 Meter hoch. Die Mauern sind im Erdgeschoss nahezu zwei Meter dick. Das Gebäude hat die Form eines abgeschnittenen Zylinders, mit einer geraden Wand an der Nordseite. Während der Renovierung wurden im ersten Stock polychrome Malereien aus dem 15. Jahrhundert entdeckt.